# De Koornbloem
De Koornbloem is een korenmolen aan de Paardeweg te Goes, in de Nederlandse provincie Zeeland. Het is een ronde bakstenen stellingmolen uit 1801, gedekt met dakleer en met een vlucht van 23,06/22,90 meter. Het is een beeldbepalende molen, gebouwd als walmolen op de oude stadswal, alhoewel de nabijheid van de tv-toren Goes de landschappelijke waarde wel heeft verminderd. Tot 1967 is de molen bedrijfsmatig in dienst geweest, sindsdien wordt er op vrijwillige basis graan gemalen. De molen is uitgerust met drie koppels stenen en elektrische maalstoelen,  een, graanpletter, meelzeef, mengketel en elevators. In het bijgebouw is een 30 pk EMF-elektromotor opgesteld. 
De gemeente Goes is sinds 1954 eigenaar van de molen. Sindsdien hebben in 1970, 1995-96 en in 2002 restauraties plaatsgehad, de laatste omdat de wal waarop de molen staat verzakte. In 2020 werd begonnen met een nieuwe grootschalige restauratie waarbij onder andere metselwerk, vloeren, balkkoppen, stelling, wieken en kap werden hersteld. In 2022 is de molen weer in gebruik genomen. Er worden meelproducten verkocht. 

## Video
- Video van draaiende molen uit 2011